# UCI WorldTour 2018
Die UCI WorldTour 2018 umfasste 37 Straßenradrennen auf vier Kontinenten, darunter die dreiwöchigen Rundfahrten Tour de France, Giro d’Italia und Vuelta a España (Grand Tours), sowie wichtige Klassiker, darunter die fünf Monumente des Radsports Mailand–Sanremo, Flandern-Rundfahrt, Paris–Roubaix, Lüttich–Bastogne–Lüttich und Giro di Lombardia. Die Wettbewerbe fanden von Januar bis Oktober 2018 statt.
Startberechtigt waren die besonders lizenzierten UCI WorldTeams, die bei allen Rennen, die bereits 2016 im Kalender standen auch zum Start verpflichtet waren. Außerdem konnten UCI Professional Continental Teams von dem jeweiligen Veranstalter eines Rennens eingeladen werden. Mit Genehmigung des Professional Cycling Council war außerdem ein Nationalteam des Gastgeberlandes zur Teilnahme berechtigt.

## Rennen
| Datum             | Rennen                              | Sieger                   | Punkte | Führender Fahrer         | Führendes Team    |
| ----------------- | ----------------------------------- | ------------------------ | ------ | ------------------------ | ----------------- |
| 17.–22. Januar    | Tour Down Under (Details)           | Daryl Impey (MTS)        | 500    | Daryl Impey (MTS)        | Mitchelton-Scott  |
| 28. Januar        | C. Evans Great Ocean Race (Details) | Jay McCarthy (BOH)       | 300    | Daryl Impey (MTS)        | Mitchelton-Scott  |
| 24. Februar       | Omloop Het Nieuwsblad (Details)     | Michael Valgren (AST)    | 300    | Daryl Impey (MTS)        | Mitchelton-Scott  |
| 21.–25. Februar   | Abu Dhabi Tour (Details)            | Alejandro Valverde (MOV) | 300    | Daryl Impey (MTS)        | Quick-Step Floors |
| 3. März           | Strade Bianche (Details)            | Tiesj Benoot (LTS)       | 300    | Daryl Impey (MTS)        | Quick-Step Floors |
| 4.–11. März       | Paris–Nizza (Details)               | Marc Soler (MOV)         | 500    | Daryl Impey (MTS)        | Mitchelton-Scott  |
| 7.–13. März       | Tirreno–Adriatico (Details)         | Michał Kwiatkowski (SKY) | 500    | Daryl Impey (MTS)        | Mitchelton-Scott  |
| 17. März          | Mailand–Sanremo (Details)           | Vincenzo Nibali (TBM)    | 500    | Daryl Impey (MTS)        | Mitchelton-Scott  |
| 23. März          | E3-Preis Flandern (Details)         | Niki Terpstra (QST)      | 400    | Daryl Impey (MTS)        | Mitchelton-Scott  |
| 19.–25. März      | Katalonien-Rundfahrt (Details)      | Alejandro Valverde (MOV) | 500    | Alejandro Valverde (MOV) | Mitchelton-Scott  |
| 25. März          | Gent–Wevelgem (Details)             | Peter Sagan (BOH)        | 400    | Alejandro Valverde (MOV) | Quick-Step Floors |
| 28. März          | Dwars door Vlaanderen (Details)     | Yves Lampaert (QST)      | 300    | Alejandro Valverde (MOV) | Quick-Step Floors |
| 1. April          | Flandern-Rundfahrt (Details)        | Niki Terpstra (QST)      | 500    | Peter Sagan (BOH)        | Quick-Step Floors |
| 2.–7. April       | Baskenland-Rundfahrt (Details)      | Primož Roglič (TLJ)      | 500    | Peter Sagan (BOH)        | Quick-Step Floors |
| 8. April          | Paris–Roubaix (Details)             | Peter Sagan (BOH)        | 500    | Peter Sagan (BOH)        | Quick-Step Floors |
| 15. April         | Amstel Gold Race (Details)          | Michael Valgren (AST)    | 500    | Peter Sagan (BOH)        | Quick-Step Floors |
| 18. April         | La Flèche Wallonne (Details)        | Julian Alaphilippe (QST) | 400    | Peter Sagan (BOH)        | Quick-Step Floors |
| 22. April         | Lüttich–Bastogne–Lüttich (Details)  | Bob Jungels (QST)        | 500    | Peter Sagan (BOH)        | Quick-Step Floors |
| 24.–29. April     | Tour de Romandie (Details)          | Primož Roglič (TLJ)      | 500    | Peter Sagan (BOH)        | Quick-Step Floors |
| 1. Mai            | Eschborn–Frankfurt (Details)        | Alexander Kristoff (UAD) | 300    | Peter Sagan (BOH)        | Quick-Step Floors |
| 13.–19. Mai       | Kalifornien-Rundfahrt (Details)     | Egan Bernal (SKY)        | 300    | Peter Sagan (BOH)        | Quick-Step Floors |
| 4.–27. Mai        | Giro d’Italia (Details)             | Chris Froome (SKY)       | 850    | Peter Sagan (BOH)        | Quick-Step Floors |
| 3.–10. Juni       | Critérium du Dauphiné (Details)     | Geraint Thomas (SKY)     | 500    | Peter Sagan (BOH)        | Quick-Step Floors |
| 9.–17. Juni       | Tour de Suisse (Details)            | Richie Porte (BMC)       | 500    | Peter Sagan (BOH)        | Quick-Step Floors |
| 7.–29. Juli       | Tour de France (Details)            | Geraint Thomas (SKY)     | 1000   | Peter Sagan (BOH)        | Quick-Step Floors |
| 29. Juli          | Prudential RideLondon (Details)     | Pascal Ackermann (BOH)   | 300    | Peter Sagan (BOH)        | Quick-Step Floors |
| 4. August         | Clásica San Sebastián (Details)     | Julian Alaphilippe (QST) | 400    | Peter Sagan (BOH)        | Quick-Step Floors |
| 4.–10. August     | Polen-Rundfahrt (Details)           | Michał Kwiatkowski (SKY) | 500    | Peter Sagan (BOH)        | Quick-Step Floors |
| 13.–19. August    | BinckBank Tour (Details)            | Matej Mohorič (TBM)      | 500    | Peter Sagan (BOH)        | Quick-Step Floors |
| 19. August        | Cyclassics Hamburg (Details)        | Elia Viviani (QST)       | 400    | Peter Sagan (BOH)        | Quick-Step Floors |
| 26. August        | Bretagne Classic (Details)          | Oliver Naesen (ALM)      | 400    | Peter Sagan (BOH)        | Quick-Step Floors |
| 7. September      | GP de Québec (Details)              | Michael Matthews (SUN)   | 500    | Peter Sagan (BOH)        | Quick-Step Floors |
| 9. September      | GP de Montréal (Details)            | Michael Matthews (SUN)   | 500    | Peter Sagan (BOH)        | Quick-Step Floors |
| 25. Aug.–16. Sep. | Vuelta a España (Details)           | Simon Yates (MTS)        | 850    | Simon Yates (MTS)        | Quick-Step Floors |
| 23. September     | Weltmeisterschaften (MZF) (Details) | Quick-Step Floors        | 500    | Simon Yates (MTS)        | Quick-Step Floors |
| 13. Oktober       | Il Lombardia (Details)              | Thibaut Pinot (GFC)      | 500    | Simon Yates (MTS)        | Quick-Step Floors |
| 9.–14. Oktober    | Türkei-Rundfahrt (Details)          | Eduard Prades (EUS)      | 300    | Simon Yates (MTS)        | Quick-Step Floors |
| 16.–21. Oktober   | Gree-Tour of Guangxi (Details)      | Gianni Moscon (SKY)      | 300    | Simon Yates (MTS)        | Quick-Step Floors |

## Mannschaften

### UCI WorldTeams
Die UCI vergab an 18 Teams eine Lizenz als UCI WorldTeam für die Saison 2018.
| Rang | Code | Name                                            | Betreiber                        | Nationalität                 | Radhersteller   | Punkte   |
| ---- | ---- | ----------------------------------------------- | -------------------------------- | ---------------------------- | --------------- | -------- |
| 11   | ALM  | AG2R La Mondiale                                | EUSRL France Cyclisme            | Frankreich                   | Factor          | 6397     |
| 6    | AST  | Astana Pro Team                                 | Olympus Sarl                     | Kasachstan                   | Argon 18        | 7859     |
| 7    | TBM  | Bahrain-Merida                                  | Bahrain World Tour Cycling Team  | Bahrain                      | Merida          | 7409     |
| 4    | BMC  | BMC Racing Team                                 | Continuum Sports LLC             | Vereinigte Staaten           | BMC             | 8779,97  |
| 3    | BOH  | Bora-hansgrohe                                  | Ralph Denk pro cycling GmbH      | Deutschland                  | Specialized     | 9180     |
| 18   | DDD  | Team Dimension Data                             | Ryder Cycling                    | Südafrika                    | Cervélo         | 1953     |
| 16   | EFD  | EF Education First-Drapac powered by Cannondale | Slipstream Sports, LLC           | Vereinigte Staaten           | Cannondale      | 4373     |
| 14   | GFC  | Groupama-FDJ                                    | Société de Gestion de L'Echappée | Frankreich                   | Lapierre        | 5102     |
| 17   | TKA  | Team Katusha Alpecin                            | Katusha Management SA            | Schweiz                      | Canyon Bicycles | 2757     |
| 10   | TLJ  | Team Lotto NL-Jumbo                             | Blanco                           | Niederlande                  | Bianchi         | 7059     |
| 15   | LTS  | Lotto Soudal                                    | Belgian Cycling Project          | Belgien                      | Ridley          | 4700,01  |
| 5    | MTS  | Mitchelton-Scott                                | GreenEdge Cycling                | Australien                   | Scott Sports    | 8660,03  |
| 8    | MOV  | Movistar Team                                   | Abarca Sports S.L.               | Spanien                      | Canyon Bicycles | 7351     |
| 1    | QST  | Quick-Step Floors                               | Decolef lux sarl                 | Belgien                      | Specialized     | 13385,97 |
| 2    | SKY  | Team Sky                                        | Tour Racing Limited              | Vereinigtes Königreich       | Pinarello       | 10213    |
| 9    | SUN  | Team Sunweb                                     | SMS Cycling B.V.                 | Deutschland                  | Giant           | 7266,95  |
| 13   | TFS  | Trek-Segafredo                                  | Trek Bicycle Corporation         | Vereinigte Staaten           | Trek            | 5428     |
| 12   | UAD  | UAE Team Emirates                               | CGS Cycling Team AG              | Vereinigte Arabische Emirate | Colnago         | 5495     |

### UCI Professional Continental Teams
27 Mannschaften erhielten eine Lizenz als UCI Professional Continental Teams.
| Name (UCI Code)                                   | Betreiber                          | Nationalität       | Radhersteller                  |
| ------------------------------------------------- | ---------------------------------- | ------------------ | ------------------------------ |
| Androni Giocattoli-Sidermec (ANS)                 | Teamgalli srl                      | Italien            | Kuota                          |
| Aqua Blue Sport (ABS)                             |                                    | Irland             | 3T Cycling                     |
| Bardiani CSF (BRD)                                | Aster Sport Limited                | Italien            | Cipollini                      |
| Burgos-BH (BBH)                                   |                                    | Spanien            | BH                             |
| Caja Rural-Seguros RGA (CJR)                      |                                    | Spanien            | Fuji Bikes                     |
| CCC Sprandi Polkowice (CCC)                       | Miejski Klub Sportowy Polkowice    | Polen              | Guerciotti                     |
| Cofidis, Solutions Crédits (COF)                  | Cofidis Compétition EUSRL          | Frankreich         | Orbea                          |
| Delko Marseille Provence KTM (DMP)                | Vélo-Club La Pomme Marseille       | Frankreich         | KTM                            |
| Direct Énergie (TDE)                              | SA Vendée Cyclisme                 | Frankreich         | Wilier Triestina               |
| Euskadi Basque Country-Murias (EUS)               | Murias Equipo Deportivo S.L.       | Spanien            | Orbea                          |
| Gazprom-RusVelo (GAZ)                             | PROvelo AG                         | Russland           | Colnago                        |
| Hagens Berman Axeon (HBA)                         | Capital Sports and Entertainment   | Vereinigte Staaten | Specialized                    |
| Holowesko \| Citadel p/b Araphaoe Resources (HCA) | Hincapie Racing                    | Vereinigte Staaten | Felt Bicycles                  |
| Israel Cycling Academy (ICA)                      |                                    | Israel             | De Rosa                        |
| Manzana Postobón Team (MZN)                       |                                    | Kolumbien          | Gios                           |
| Nippo-Vini Fantini-Europa Ovini (NIP)             | Stc PRO Srl                        | Italien            | De Rosa                        |
| Rally Cycling (RLY)                               | Circuit Global Sports Management   | Vereinigte Staaten | Diamondback                    |
| Roompot-Nederlandse Loterij (RNL)                 | Orange Cycling Team                | Niederlande        | Isaac                          |
| Sport Vlaanderen-Baloise (SVB)                    | Wielerclub Eddy Merckxvrienden vzw | Belgien            | Eddy Merckx                    |
| Team Fortuneo-Samsic (FST)                        | Pro Cycling Breizh                 | Frankreich         | LOOK (bis Juni) / BH (ab Juli) |
| Team Novo Nordisk (TNN)                           |                                    | Vereinigte Staaten | Colnago                        |
| UnitedHealthcare Professional Cycling Team (UHC)  | Momentum Sports Group, LLC         | Vereinigte Staaten | Orbea                          |
| Vérandas Willems-Crelan (VWC)                     | Sniper Cycling                     | Belgien            | Stevens Bikes                  |
| Vital Concept Cycling Club (VCC)                  |                                    | Frankreich         | Orbea                          |
| Wanty-Groupe Gobert (WGG)                         | Belgian Pro Cycling Team NV        | Belgien            | Cube                           |
| WB Aqua Protect Veranclassic (WVA)                | TRW' Organisation                  | Belgien            | Ridley                         |
| Wilier Triestina-Selle Italia (WIL)               | Yellow Fluo Pro Cycling Team Srl   | Italien            | Wilier Triestina               |

## Wertungen
Für die Einzelwertung wurden die Weltranglistenpunkte addiert, die Fahrer der WorldTeams in WorldTour-Rennen erzielten.
Für die Teamwertung wurden die Punkte aller Fahrer eines WorldTeams zuzüglich zwischen 500 und 25 Punkten für die ersten 25 Teams des Mannschaftszeitfahrens des UCI-Straßen-Weltmeisterschaften 2018.